# 세우미르 두스 산투스 베제하
세우미르 두스 산투스 베제하(포르투갈어: Selmir dos Santos Bezerra, 1979년 8월 23일 ~ )는 셀미르로 불리는 브라질의 축구 선수이다.

## 축구인 경력

### 클럽 경력
인천 유나이티드, 전남 드래곤즈, 대구 FC, 대전 시티즌 이렇게 총 4개 클럽에서 활약하였다.